# Модель бюрократии Нисканена
Модель бюрократии Нисканена (концепция «максимизирующего бюрократа», англ. Budget-maximizing model) — модель теории общественного выбора, которая показывает, что интересы государственных служащих порождают давление в пользу увеличения масштабов каждого из участков государственного сектора и, как результат, этого сектора в целом. Модель впервые была предложена американским экономистом Уильямом Нисканеном в 1968 году.

## История создания
В 1955 году были опубликованы законы Паркинсона, названные в честь британского историка Сирила Паркинсона. Они описывали ряд выявленных закономерностей: бюрократы порождают сами себя и создают друг другу работу (и как следствие, количество бюрократов растёт из года в год без каких-либо изменений в объёме требуемой работы); расходы бюрократов растут с доходами; рост расходов приводит к усложнённостям.
А в 1965 году в работе американского экономиста Гордона Таллока представлена модель бюрократии Таллока, а в работе 1967 года впервые было использовано рентоориентированное поведение бюрократа.
Последующая критика модели бюрократии Таллока и дискуссия с У. Нисканеном привели последнего к идее применить формальный экономический анализ к структуре и деятельности правительства. Именно Гордон Таллок предложил У. Нисканену опубликовать его концепцию о бюрократии в виде отдельной статьи. Экономическая модель бюрократии была представлена американским экономистом Уильмом Нисканеном в работе «Особая экономика бюрократии» в 1968 году.
Последующая критика модели привела к корректировке модели бюрократии Нисканена в его работе «Бюрократия и представительное правление» в 1971 году. А в работе «Бюрократы и политика» в 1975 году была представлена расширенная модель бюрократии Нисканена, а в работе «Пересмотр» за 1996 год модель была полностью пересмотрена.

## Определение
Бюрократия — это система бюро (в качестве специализированных подразделений государственного аппарата, финансируемых из государственного бюджета и ответственных за поставки услуг общественного сектора конечному потребителю, так и частные некоммерческие организации). Бюро не получает доход с продаж, поскольку поставляет общественные блага, его предложение зависит не от цены, а от выделенного бюджета. Бюро не избирается, а назначается.
Клименко А. В. и Минченко О. С. в своей работе определяют концепцию «максимизирующего бюрократа» как закономерность расширения полномочий, штатов и бюджетов бюро, базирующегося на асимметрии информации между принципалом и агентом, законодательной и исполнительной властью, бюрократией и гражданским обществом. Бюро имеют возможность манипулировать информацией, акцентировать внимание на угрозы общественной безопасности и необходимостью достижения большей справедливости (участия в перераспределительных программах), обосновывать и получать дополнительные полномочия, регуляторные функции, бюджеты.
Нуреев Р. М. в своей работе определяет модель Нисканена как анализ «затраты—выгоды» бюрократа, который увеличивает свою функцию полезности с помощью жалованья, количества подчиненных, общественной репутации (престижа), патронажа, сопутствующих должности благ («офисных благ»), власти и статуса. А так как эти элементы полезности напрямую зависят от величины бюджета бюро (организация, производящая общественные блага), то отсюда следует, что рационально действующий бюрократ стремится максимизировать бюджет.

## Допущения модели
Модель имеет 7 составляющих:
1. Бюрократы схожи с должностными лицами в других организациях. Бюрократия в качестве экономического субъекта заинтересована собрать под своим контролем как можно больше ресурсов. Бюрократия, имея свой собственный интерес, ищет пути максимизации собственной полезности.
2. Покупатель продукции бюро является монопсонистом, что следует из природы продаваемого блага. Общественное благо по определению потребляется всеми людьми, и представляющий их агент поэтому является покупателем-монопсонистом[11]. Бюро имеет монопольного покупателя своих услуг — политика (группу политиков). Спрос на выпуск бюро идёт от политика, а не конечного потребителя услуг.
3. Бюро являются монопольными поставщиками своих услуг с убывающей функцией спроса даже при наличии альтернативных поставщиков данных услуг.
4. Двусторонняя монополия между политиком и бюро является обменом ожидаемой продукции на бюджет, а не купли-продажей продукции бюро по цене за каждую единицу.
5. У политика и бюро имеется множество равновесных точек бюджет-выпуск. Политик имеет право контролировать бюро, утверждать бюджет бюро и менять руководство бюро. А бюро более точно оценивает стоимость поставки услуг по сравнению с политиком.
6. Политики (спонсоры) не имеют достаточных стимулов контроля за бюро, так как участвуют лишь в небольшой части выгод, получаемых от деятельности бюро. Контроль за эффективностью — это общественное благо для законодателей и избирателей. А значит политик имеет возможность использовать свою власть для захвата излишка бюро.
7. Политики и бюрократы не изымают любые генерируемые бюро излишки, но они тратятся так, что косвенным образом служат интересам политиков и бюро, хотя и не будут получены ими в виде прямой компенсации.

Допущения первоначальной концепции:
- Бюрократы будут максимизировать ожидаемый бюджет своих бюро.
- Политики (спонсоры) пассивно принимают решения в отношении бюджет-выпуска бюро, без тщательного контроля и оценки альтернатив.
- Бюрократы и политики (спонсоры) договариваются относительно всего диапазона возможных комбинаций бюджета и выпуска.

## Сущность модели
Бюрократы максимизируют общий бюджет бюро в период пребывания в должности, и при этом бюджет равен или больше минимальных общих затрат на обеспечение выпуска, ожидаемого политиком (спонсором) бюро.
Бюро производит общественные блага, а его финансирование увеличивается до тех пор, пока не будет поглощён весь излишек потребителя. Когда предельные выгоды от производства общественного блага снижаются до нуля (потребительский излишек полностью исчерпан), бюро вторгается в сопряженные области с тем, чтобы увеличить масштабы своей деятельности.

## Х-неэффективность
Модель демонстрирует, что бюро может действовать не на кривой производственных возможностей, а внутри. Таким образом, часть бюджетных расходов может идти на содержание излишнего персонала, материальных активов, иметь низкую производительность. Может возникнуть Х-неэффективность, которая возникает в условиях нечетко определенных контрактов, или когда возникают технические трудности с установлением выполнения условий контрактов. Если контракт между спонсором и бюро определен нечётко, то у бюро возникает дополнительная степень свободы в исполнении бюджета, что ведёт к снижению выпуска бюро при данном бюджете. Наблюдение за соблюдением и принуждение к исполнению контрактов может быть либо технически неосуществимым или дорогостоящим (выгоды от исполнения контрактов меньше издержек их обеспечения).
Одним из выходов является создание квазирынка, на котором может существовать конкуренция между отдельными бюро. Если общий бюджет строго ограничен, то бюро вынуждены конкурировать друг с другом за его долю в осуществлении какой-либо программы.

## Государственные расходы
Модель Нисканена объясняет наблюдаемое увеличение государственных расходов:
- общие реальные расходы на оборону растут без значительного роста уровня боеготовности или выносливости вооруженных сил;
- реальные расходы на одного учащегося в государственных начальных и средних школах растут без роста числа окончивших среднюю школу или росту успеваемости учащихся;
- реальные расходы на человека в здравоохранении растут без значительного влияния на состояния здоровья населения.

Причины роста бюрократического аппарата:
- увеличение роли госслужащих в связи с развитием и усложнением социальных связей в обществе;
- изменение государственного влияния с распределения на контроль;
- усиление борьбы за ренту в связи с увеличением «пирога ренты»;
- смягчение бюджетных ограничений для региональных властей и увеличение подушевых трансфертов в региональные бюджеты из федерального.

Однако, в случае дерегулирования с целью уменьшить государственные расходы, сократить численность регулирующих агентств и служб, количественных показателей их активности при сохранении требований регулирования, приводит: к ухудшению ситуацию с исполнением установленных норм и правил, к нарушениям и потерям для общества, к подрыву доверия к исполнительной власти.

## Критика модели
Модель Нисканена является упрощённой моделью: бюро на деле не обладают монополией на всю информацию, касающуюся формирования издержек, а значит информационная асимметрия не столь значительна. То же самое и с нацеленностью поведения бюро. Таким образом, модель Нисканена лишь тенденция и не обязательно является доминирующей.
Критика модели Нисканена породило модель формирования бюро, которая была предложена британским экономистом Патриком Данливи в 1991 году. Рациональные бюрократы не хотят максимизировать свои бюджеты, но максимизируют свои личные полезности от своей работы. Бюрократы предпочитают работать в небольших элитных агентствах, близких к политическим центрам власти и выполняющих интересную работу, а не руководить крупнобюджетными агентствами с большим штатом сотрудников и с большим количеством рисков и проблем. Старшие бюрократы предпочитают передать ответственность другим органам бюро (создать «агента»), передать свои функции подрядчикам, либо провести приватизацию. В области здравоохранения и социальной работы бюрократы будут выступать за «деинституционализацию» и «уход в обществе».